# Roberto Chile
Roberto Chile (La Habana, 29 de septiembre de 1954) es un documentalista y fotógrafo cubano que ha escrito y dirigido gran número de documentales y reportajes sobre la cultura y la actualidad cubanas, incluyendo una amplia cobertura de la vida de Fidel Castro, siendo su fotógrafo de confianza.

## Biografía
Sus obras más conocidas son los documentales "Desafío", "En las laderas del Himalaya", "En mis ojos brillas tú", "Hágase la luz", "Elogio de la Virtud", "Oda a la Revolución", "Sencillamente Korda", "Soy Tata Nganga" y "Esencias" (La Colmenita en Estados Unidos).
En calidad de camarógrafo personal, acompañó a Fidel Castro, líder de la Revolución Cubana, en sus viajes por Cuba y el mundo desde 1984 hasta 2006, Días de Amistad; De Hanói a Hiroshima; Brasil, triunfa la esperanza y Argentina, Nuevos Aires, documentales de indiscutible valor periodístico y artístico, forman parte de su impronta en la memoria audiovisual de la nación cubana. 
Ha participado como director de fotografía, camarógrafo y/o productor en disímiles realizaciones de importantes productoras cubanas y extranjeras. 
Como cronista de su tiempo, ha exaltado los valores de artistas y creadores cubanos en más de 80 realizaciones de corta y mediana duración, en las cuales promueve con visión artística la obra de figuras destacadas de la música y el arte contemporáneo cubano. Con esos fines, creó en enero de 2008 el proyecto Alas con puntas. 

## Premios y distinciones
A lo largo de toda su vida ha recibido importantes reconocimientos por su quehacer artístico y/o periodístico, entre los que resaltan, la Réplica del Machete del Generalísimo Máximo Gómez (1998); la condición Hombres y Mujeres Importantes de la Sociedad (2003) y la Distinción por la Cultura Nacional (2004). Decenas de documentales y reportajes suyos han sido premiados en festivales y concursos nacionales e internacionales. 

## Obra fotográfica
Sus fotografías más sobresalientes son las que tomara a Fidel Castro en el período comprendido entre julio de 2010 y marzo de 2011, muchas de las cuales han sido y son publicadas en diversos medios de prensa nacionales e internacionales. 
En junio de 2011 presentó en Casa de América, Madrid, España, la exposición de fotografías titulada Afrodescendientes, Guanabacoa-Cuba, la cual se presentó posteriormente en Buenos Aires, La Habana, Nueva York y Washington. 
Al decir de Eusebio Leal Spengler, historiador de la Ciudad de La Habana, “Roberto Chile ha sabido forjar una imagen singular, siempre digna y luminosa de Cuba. Sus imágenes conforman un universo de fe y espiritualidad, perceptibles para aquellos, que como él, son capaces de amar”.